# Guy Arendt

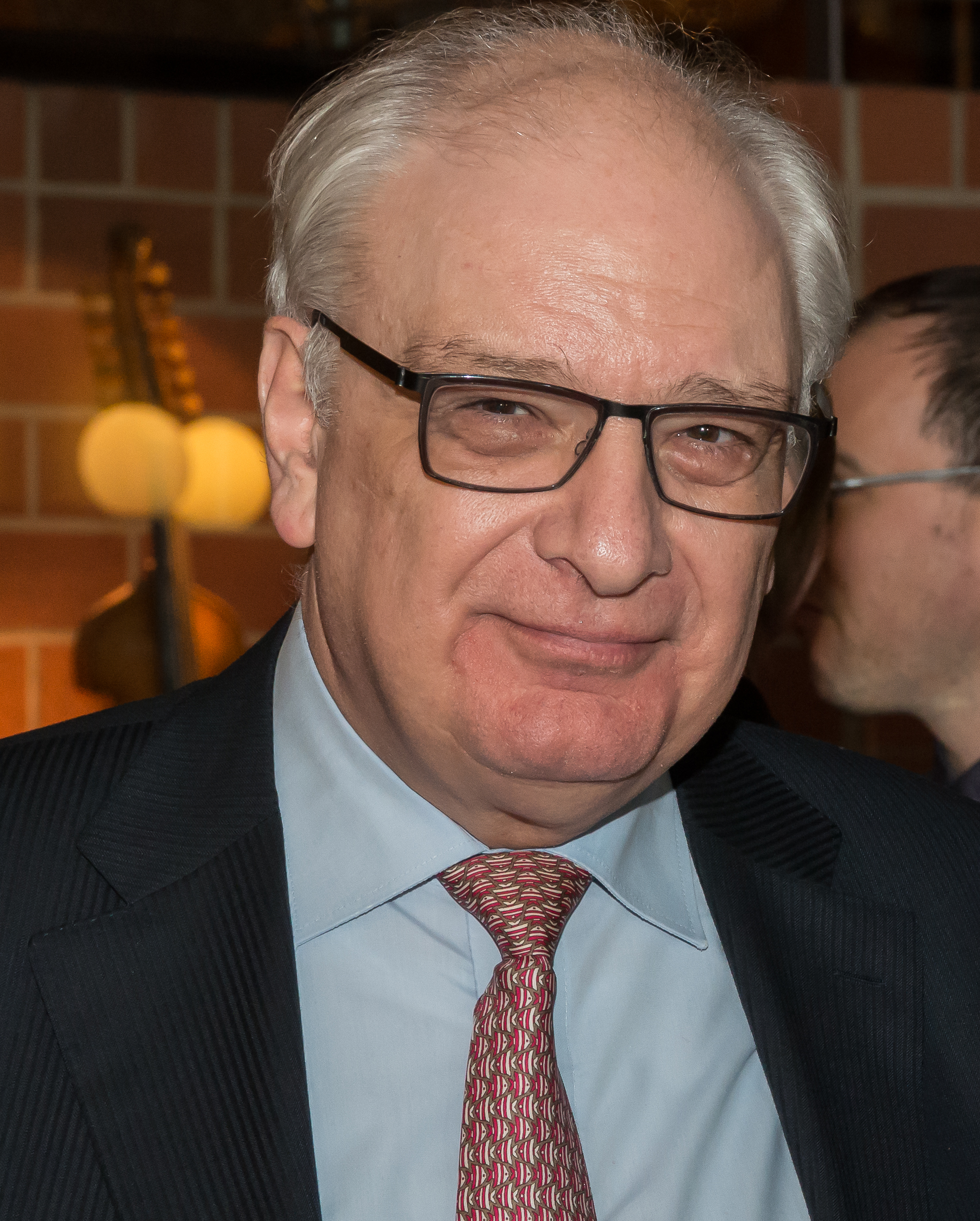
Guy Arendt (2016)

Guy Arendt (geboren am 13. April 1954 in der Stadt Luxemburg) ist ein luxemburgischer Jurist und Politiker der Demokratischen Partei (DP). Er ist Mitglied der Abgeordnetenkammer, ab Dezember 2015 gehörte er für drei Jahre als Staatssekretär für Kultur der Regierung des Landes an.

## Leben
Arendt wurde am 13. April 1954 in der Stadt Luxemburg geboren. Er besuchte das Athénée de Luxembourg und nahm anschließend ein Jurastudium an der Universität Nancy II auf, das er 1979 mit einer Maîtrise in Privatrecht abschloss. Danach kehrte er nach Luxemburg zurück, wo er als Rechtsanwalt tätig wurde. 2006/07 war Arendt Vorsitzender der Anwaltskammer des Landes.

## Politik
Arendt ist seit 1980 Mitglied der DP. Bei der Kommunalwahl 1992 wurde er erstmals in den Gemeinderat von Walferdingen gewählt. Von 2000 bis 2002 fungierte er dort als Beigeordneter und anschließend bis Dezember 2015 als Bürgermeister. Seine Nachfolge in diesem Amt trat Joëlle Elvinger an.
Bei der Parlamentswahl 2013 gelang Arendt im Wahlbezirk Mitte der Sprung in die Abgeordnetenkammer, wobei er als Nachrücker davon profitierte, dass mit Xavier Bettel und Corinne Cahen zwei vor ihm Platzierte in die Regierung wechselten und wegen der geltenden Unvereinbarkeitsregeln auf das ihnen zustehende Mandat verzichten mussten. Nach dem Rücktritt von Maggy Nagel wurde Arendt im Dezember 2015 als Staatssekretär für Kultur selbst Mitglied der Regierung, seinen Sitz in der Kammer übernahm Claude Lamberty.
Bei der nächsten Wahl 2018 wurde Arendt direkt in die Kammer gewählt. Er konnte seinen Sitz aber erst nach Bildung der neuen Regierung, der er nicht mehr angehörte, einnehmen. Im Parlament ist Arendt Mitglied mehrerer Ausschüsse, den Vorsitz innehat er bei denen für Mittelstand und Tourismus sowie für Digitalisierung, Medien und Kommunikation.
Am 8. Oktober 2023 wurde Arendt bei der Kammerwahl 2023 nicht erneut in die Abgeordnetenkammer gewählt.